# Paulhac (Cantal)
Paulhac ist ein zentralfranzösischer Ort und eine Gemeinde mit 434 Einwohnern (Stand: 1. Januar 2022) im Département Cantal in der Region Auvergne-Rhône-Alpes. Die Gemeinde gehört zum Arrondissement Saint-Flour und zum Kanton Saint-Flour-2.

## Lage
Paulhac liegt etwa 37 Kilometer ostnordöstlich von Aurillac. Das Gemeindegebiet wird vom Fluss Épie durchquert. Umgeben wird Paulhac von den Nachbargemeinden Laveissenet und Valuéjols im Norden, Tanavelle im Osten, Les Ternes im Südosten, Cussac im Südosten und Süden, Cézens im Süden, Brezons im Westen sowie Albepierre-Bredons im Nordwesten.

## Bevölkerungsentwicklung
| Jahr                       | 1962 | 1968 | 1975 | 1982 | 1990 | 1999 | 2006 | 2019 |
| Einwohner                  | 776  | 721  | 692  | 538  | 511  | 444  | 462  | 432  |
| Quellen: Cassini und INSEE |      |      |      |      |      |      |      |      |

## Sehenswürdigkeiten
- Kirche Saint-Julien aus dem 12. Jahrhundert, Umbauten aus dem 14. Jahrhundert, seit 1968 Monument historique
- Burg Paulhac aus dem 13./14. Jahrhundert
- Burg Bracon, Wallburg
- Schloss Bélinay aus dem 14./15. Jahrhundert
- Schloss Le Chambon
- Schloss Jarry
- Tombe de la dame de Paulhac

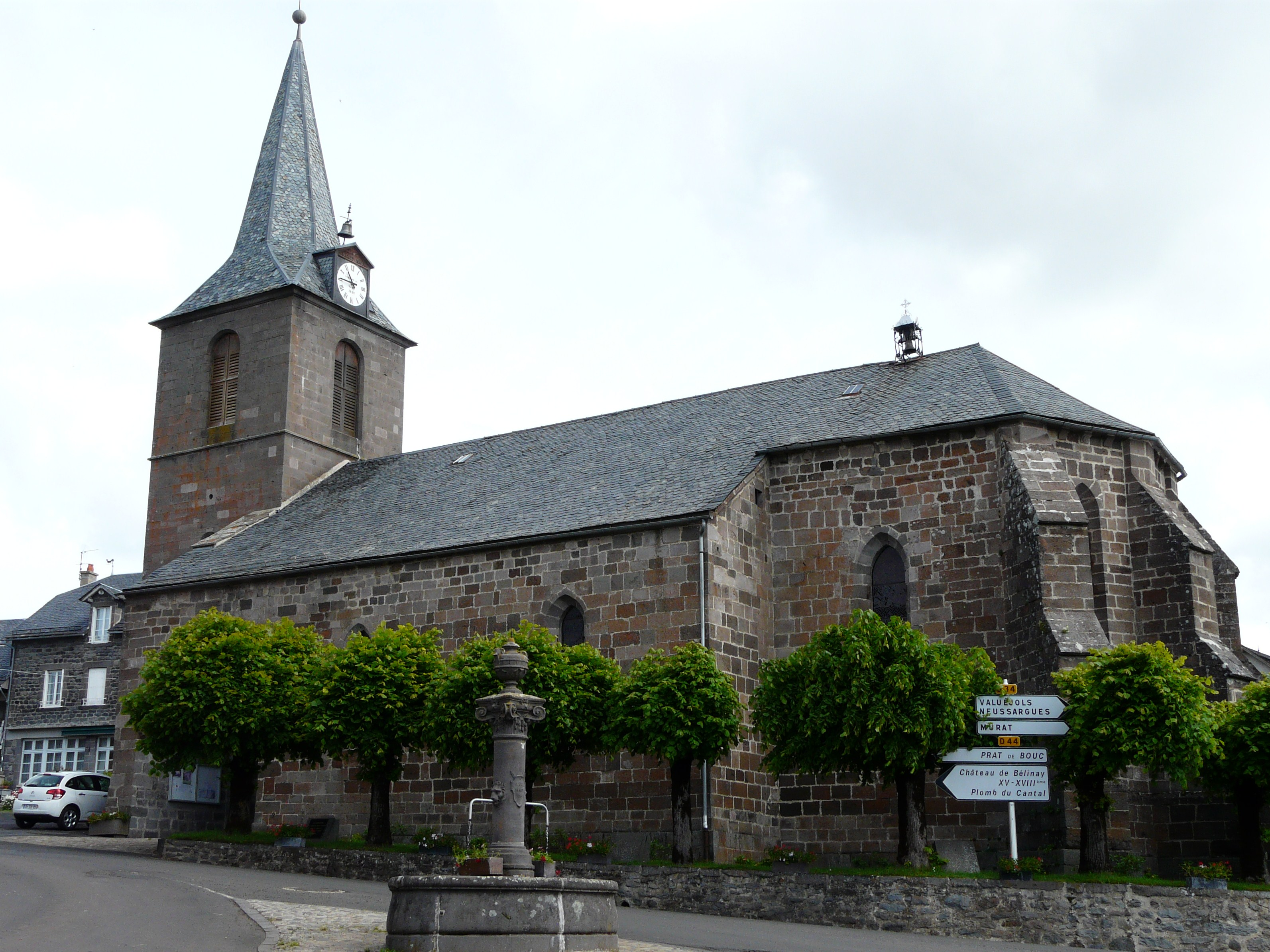
Kirche Saint-Julien
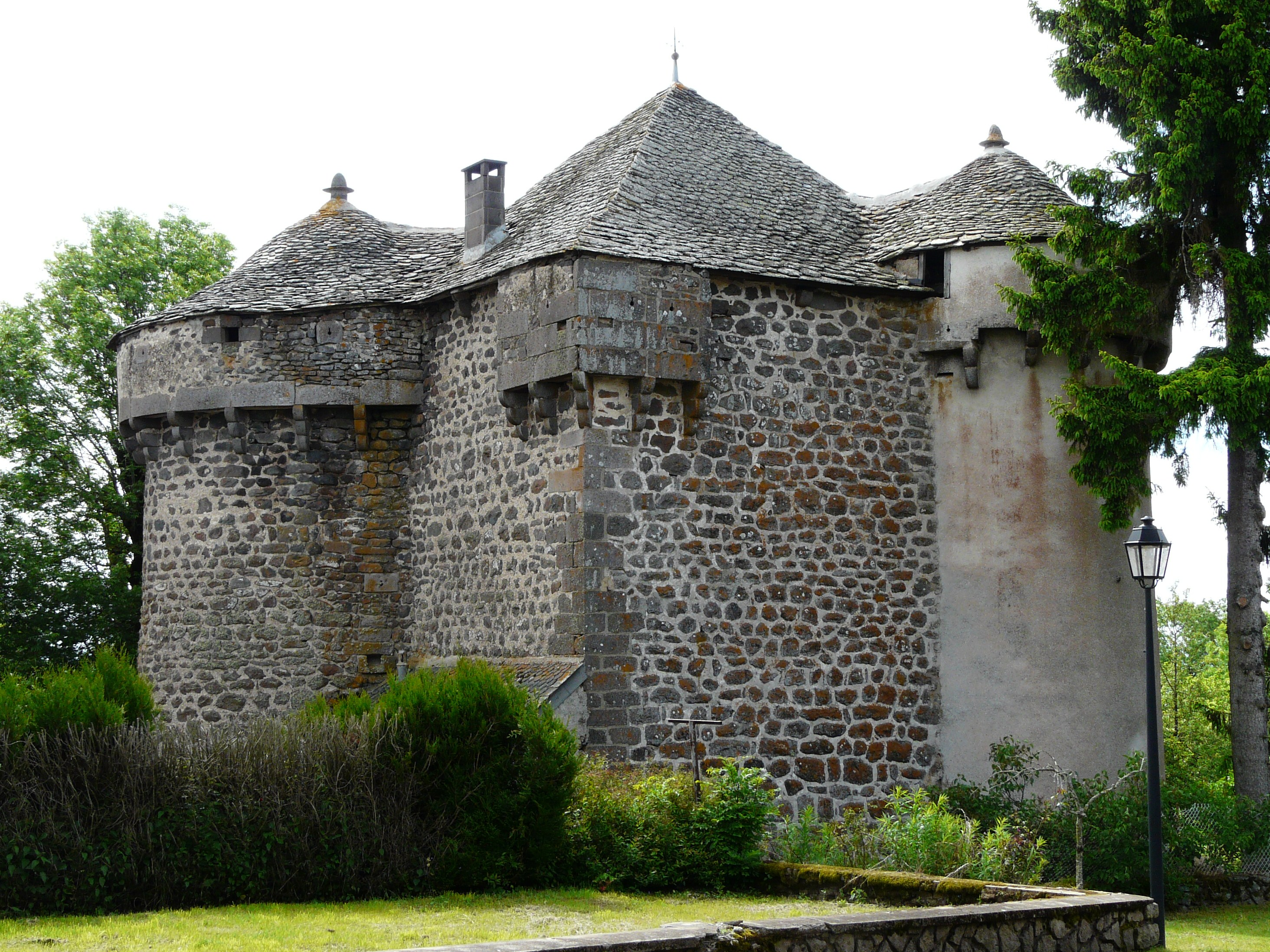
Burg Paulhac